# 2009-es sílövő-világbajnokság
A 2009-es sílövő-világbajnokságot február 13-a és 22-e között rendezték a Koreai Köztársaságban, Phjongcshangban.

## Részt vevő nemzetek
| Nemzet           | Férfi induló | Női induló | Összesen |
| ---------------- | ------------ | ---------- | -------- |
| Ausztrália       | 2            | 0          | 2        |
| Ausztria         | 6            | 1          | 7        |
| Brazília         | 1            | 0          | 1        |
| Bulgária         | 4            | 4          | 8        |
| Csehország       | 5            | 5          | 10       |
| Egyesült Államok | 5            | 5          | 10       |
| Észtország       | 5            | 4          | 9        |
| Fehéroroszország | 5            | 5          | 10       |
| Finnország       | 4            | 5          | 9        |
| Franciaország    | 5            | 5          | 10       |
| Görögország      | 4            | 1          | 5        |
| Grönland         | 2            | 2          | 4        |
| Hollandia        | 1            | 0          | 1        |
| Horvátország     | 1            | 4          | 5        |
| Japán            | 4            | 4          | 8        |
| Kanada           | 4            | 4          | 8        |
| Kazahsztán       | 5            | 5          | 10       |
| Kína             | 4            | 6          | 10       |
| Dél-Korea        | 4            | 4          | 8        |
| Lengyelország    | 5            | 5          | 10       |

| Nemzet             | Férfi induló | Női induló | Összesen |
| ------------------ | ------------ | ---------- | -------- |
| Lettország         | 5            | 4          | 9        |
| Litvánia           | 0            | 1          | 1        |
| Észak-Macedónia    | 2            | 0          | 2        |
| Magyarország       | 4            | 0          | 4        |
| Moldova            | 2            | 3          | 5        |
| Egyesült Királyság | 5            | 4          | 9        |
| Németország        | 6            | 6          | 12       |
| Norvégia           | 6            | 6          | 12       |
| Olaszország        | 5            | 5          | 10       |
| Oroszország        | 8            | 7          | 15       |
| Románia            | 1            | 5          | 6        |
| Spanyolország      | 1            | 1          | 2        |
| Svájc              | 5            | 1          | 6        |
| Svédország         | 5            | 5          | 10       |
| Szerbia            | 4            | 0          | 4        |
| Szlovákia          | 5            | 4          | 9        |
| Szlovénia          | 5            | 3          | 8        |
| Ukrajna            | 6            | 6          | 12       |
| Új-Zéland          | 1            | 1          | 2        |
| 39 nemzet          |              |            |          |

## Éremtáblázat
| Hely     | Nemzet        | Arany | Ezüst | Bronz | Összesen |
| 1.       | Norvégia      | 4     | 1     | 3     | 8        |
| 2.       | Németország   | 2     | 4     | 2     | 8        |
| 3.       | Oroszország   | 2     | 1     | 3     | 6        |
| 4.       | Ausztria      | 1     | 2     | 0     | 3        |
| 5.       | Svédország    | 1     | 1     | 1     | 3        |
| 6.       | Franciaország | 1     | 0     | 1     | 2        |
|          |               |       |       |       |          |
| 7.       | Szlovénia     | 0     | 1     | 0     | 1        |
| 7.       | Szlovákia     | 0     | 1     | 0     | 1        |
|          |               |       |       |       |          |
| 9.       | Horvátország  | 0     | 0     | 1     | 1        |
|          |               |       |       |       |          |
| Összesen | Összesen      | 11    | 11    | 11    | 33       |

## Férfi

### Egyéni
A verseny időpontja: 2009. február 17. / 6:15 CET
| #     | Versenyző            | Lövőhiba (F+Á+F+Á) | Időeredmény | Hátrány  |
| ----- | -------------------- | ------------------ | ----------- | -------- |
| Arany | Ole Einar Bjørndalen | 0+0+2+1            | 52:28.0     |          |
| Ezüst | Christoph Stephan    | 1+0+0+0            | 52:42.1     | +14.1    |
| Bronz | Jakov Fak            | 0+0+0+1            | 52:45.1     | +17.1    |
| 4.    | Simon Fourcade       | 0+0+1+1            | 52:46.0     | +18.0    |
| 5.    | David Ekholm         | 0+1+0+0            | 52:54.3     | +26.3    |
| 6.    | Dominik Landertinger | 0+0+1+1            | 53:04.0     | +36.0    |
| 7.    | Ivan Cserezov        | 0+0+0+1            | 53:05.8     | +37.8    |
| 8.    | Andrij Derizemlja    | 1+0+0+1            | 53:07.1     | +39.1    |
| 9.    | Tomasz Sikora        | 0+2+1+1            | 53:12.9     | +44.9    |
| 10.   | Makszim Csudov       | 2+0+0+0            | 53:17.3     | +49.3    |
| ----  | ----                 | ----               | ----        | ----     |
| 104.  | Gombos Károly        | 1+4+2+2            | 1:05:00.6   | +12:32.6 |
| 111.  | Gond Balázs          | 0+1+4+1            | 1:06:26.6   | +13:58.6 |
| 112.  | Tagscherer Imre      | 1+3+4+3            | 1:06:53.1   | +14:25.1 |
| 113.  | Cseke Csaba          | 0+3+1+3            | 1:07:34.1   | +15:06.1 |

### Sprint
A verseny időpontja: 2009. február 14. / 11:15 CET
| #     | Versenyző            | Lövőhiba (F+Á) | Időeredmény | Hátrány |
| ----- | -------------------- | -------------- | ----------- | ------- |
| Arany | Ole Einar Bjørndalen | 1+1            | 24:16.5     |         |
| Ezüst | Lars Berger          | 1+1            | 24:17.7     | +1.2    |
| Bronz | Halvard Hanevold     | 0+0            | 24:29.0     | +12.5   |
| 4.    | Alexander Os         | 1+0            | 24:41.1     | +24.6   |
| 5.    | Makszim Csudov       | 0+0            | 24:45.6     | +29.1   |
| 6.    | Simon Fourcade       | 0+1            | 25:06.6     | +50.1   |
| 7.    | Michael Greis        | 1+1            | 25:10.2     | +53.7   |
| 8.    | Simon Eder           | 0+1            | 25:15.7     | +59.2   |
| 9.    | Simon Hallenbarter   | 1+0            | 25:28.4     | +1:11.9 |
| 10.   | Janez Marič          | 1+0            | 25:35.5     | +1:19.0 |
| ----  | ----                 | ----           | ----        | ----    |
| 95.   | Gombos Károly        | 0+4            | 29:30.7     | +5:14.2 |
| 109.  | Tagscherer Imre      | 3+3            | 30:42.2     | +6:25.7 |
| 115.  | Cseke Csaba          | 1+2            | 31:25.6     | +7:09.1 |
| 119.  | Gond Balazs          | 4+1            | 32:09.5     | +7:53.0 |

### Üldözőverseny
A verseny időpontja: 2009. február 15. / 11:15 CET
| #     | Versenyző            | Lövőhiba (F+Á+F+Á) | Időeredmény | Hátrány |
| ----- | -------------------- | ------------------ | ----------- | ------- |
| Arany | Ole Einar Bjørndalen | 0+2+0+2            | 31:46.79    |         |
| Ezüst | Makszim Csudov       | 0+0+1+2            | 32:28.45    | +41.7   |
| Bronz | Alexander Os         | 0+0+2+1            | 32:39.53    | +52.8   |
| 4.    | Tomasz Sikora        | 0+0+2+1            | 33:20.12    | +1:33.4 |
| 5.    | Lars Berger          | 2+3+1+2            | 33:39.68    | +1:52.9 |
| 6.    | Halvard Hanevold     | 0+1+3+1            | 33:53.60    | +2:06.9 |
| 7.    | Andrij Derizemlja    | 0+1+2+1            | 33:56.51    | +2:09.8 |
| 8.    | Martin Fourcade      | 0+0+2+2            | 34:07.62    | +2:20.9 |
| 9.    | Michael Rösch        | 0+1+2+1            | 34:15.98    | +2:29.2 |
| 10.   | Simon Fourcade       | 2+1+2+1            | 34:18.42    | +2:31.7 |

### Tömegrajtos
A verseny időpontja: 2009. február 21. / 9:45 CET
| #     | Versenyző            | Lövőhiba (F+Á+F+Á) | Időeredmény | Hátrány |
| ----- | -------------------- | ------------------ | ----------- | ------- |
| Arany | Dominik Landertinger | 2+0+0+1            | 38:32.58    |         |
| Ezüst | Christoph Sumann     | 2+0+0+1            | 38:41.40    | +8.9    |
| Bronz | Ivan Cserezov        | 2+0+0+0            | 38:46.40    | +13.9   |
| 4.    | Ole Einar Bjørndalen | 1+0+0+2            | 38:53.66    | +21.1   |
| 5.    | Michael Rösch        | 1+0+1+2            | 39:07.27    | +34.7   |
| 6.    | Tomasz Sikora        | 1+2+0+2            | 39:09.04    | +36.5   |
| 7.    | Makszim Csudov       | 1+0+2+1            | 39:18.49    | +45.9   |
| 8.    | Simon Eder           | 1+0+0+1            | 39:23.10    | +50.6   |
| 9.    | Simon Fourcade       | 2+1+0+0            | 39:25.30    | +52.8   |
| 10.   | Christian De Lorenzi | 0+0+1+2            | 39:26.07    | +53.5   |

### Váltó
A verseny időpontja: 2009. február 22. / 11:15 CET
| #     | Versenyző                                                                              | Lövőhiba (F+Á)                          | Időeredmény | Hátrány | #   | Versenyző                                                                                             | Lövőhiba (F+Á)                          | Időeredmény | Hátrány |
| ----- | -------------------------------------------------------------------------------------- | --------------------------------------- | ----------- | ------- | --- | --- | --------------------------------------- | ----------- | ------- |
| Arany | Norvégia · Emil Hegle Svendsen · Lars Berger · Halvard Hanevold · Ole Einar Bjørndalen | 0+2 2+7 0+0 1+3 0+0 0+0 0+2 0+1         | 1:08:04.12  |         | 6.  | Oroszország · Jevgenyij Usztyugov · Ivan Cserezov · Makszim Makszimov · Makszim Csudov                | 0+3 1+7 0+1 1+3 0+0 0+1 0+2 0+2 0+0 0+1 | 1:09:46.01  | +1:41.9 |
| Ezüst | Ausztria · Daniel Mesotitsch · Simon Eder · Dominik Landertinger · Christoph Sumann    | 0+2 0+5 0+0 0+1 0+1 0+0 0+1 0+2 0+0 0+2 | 1:08:16.71  | +12.6   | 7.  | Olaszország · Christian De Lorenzi · Rene Laurent Vuillermoz · Christian Martinelli · Markus Windisch | 0+3 1+7 0+1 1+3 0+1 0+2 0+0 0+0 0+1 0+2 | 1:10:13.42  | +2:09.3 |
| Bronz | Németország · Michael Rösch · Christoph Stephan · Arnd Peiffer · Michael Greis         | 0+3 0+7 0+1 0+1 0+1 0+3 0+0 0+1 0+1 0+2 | 1:08:36.84  | +32.7   | 8.  | Svájc · Ivan Joller · Matthias Simmen · Thomas Frei · Simon Hallenbarter                              | 0+2 0+6 0+0 0+1 0+1 0+2 0+1 0+1 0+0 0+2 | 1:10:24.45  | +2:20.3 |
| 4.    | Franciaország · Vincent Jay · Vincent Defrasne · Martin Fourcade · Simon Fourcade      | 0+1 0+3 0+0 0+2 0+0 0+1 0+1 0+0 0+0 0+0 | 1:09:00.60  | +56.5   | 9.  | Svédország · Magnus Jonsson · Mattias Nilsson · Björn Ferry · Carl Johan Bergman                      | 0+3 2+9 0+0 1+3 0+2 1+3 0+1 0+2 0+0 0+1 | 1:11:15.40  | +3:11.3 |
| 5.    | Ukrajna · Olekszandr Bilanenko · Vjacseszlav Derkacs · Andrij Derizemlja · Roman Prima | 0+4 0+2 0+1 0+1 0+0 0+0 0+1 0+1 0+2 0+0 | 1:09:18.87  | +1:14.7 | 10. | Csehország · Michal Šlesingr · Zdeněk Vítek · Roman Dostál · Jaroslav Soukup                          | 0+2 3+8 0+0 0+0 0+0 1+3 0+2 2+3 0+0 0+2 | 1:11:15.56  | +3:11.4 |

## Női

### Egyéni
A verseny időpontja: 2009. február 18. / 10:15 CET
| #     | Versenyző           | Lövőhiba (F+Á+F+Á) | Időeredmény | Hátrány |
| ----- | ------------------- | ------------------ | ----------- | ------- |
| Arany | Kati Wilhelm        | 0+1+0+0            | 44:03.1     |         |
| Ezüst | Teja Gregorin       | 0+0+0+1            | 44:42.6     | +39.5   |
| Bronz | Tora Berger         | 0+0+0+1            | 44:49.6     | +46.5   |
| 4.    | Anna Carin Olofsson | 0+1+0+1            | 45:01.7     | +58.6   |
| 5.    | Veronika Vitkova    | 0+0+0+1            | 45:23.9     | +1:20.8 |
| 6.    | Jelena Hrusztaljova | 0+0+0+0            | 45:32.4     | +1:29.3 |
| 7.    | Tófalvi Éva         | 0+0+1+0            | 45:33.0     | +1:29.9 |
| 8.    | Helena Ekholm       | 0+0+2+0            | 45:45.6     | +1:42.5 |
| 9.    | Sandrine Bailly     | 0+0+0+0            | 45:52.5     | +1:49.4 |
| 10.   | Andrea Henkel       | 0+2+0+1            | 45:54.2     | +1:51.1 |

### Sprint
A verseny időpontja: 2009. február 14. / 8:45 CET
| #     | Versenyző          | Lövőhiba (F+Á) | Időeredmény | Hátrány |
| ----- | ------------------ | -------------- | ----------- | ------- |
| Arany | Kati Wilhelm       | 0+0            | 21:11.1     |         |
| Ezüst | Simone Hauswald    | 0+0            | 21:21.0     | +9.9    |
| Bronz | Olga Zajceva       | 0+0            | 21:38.2     | +27.1   |
| 4.    | Anna Buligina      | 0+0            | 22:04.4     | +53.3   |
| 5.    | Helena Ekholm      | 1+0            | 22:05.8     | +54.7   |
| 6.    | Andrea Henkel      | 1+1            | 22:06.1     | +55.0   |
| 7.    | Anastasiya Kuzmina | 0+1            | 22:18.4     | +1:07.3 |
| 8.    | Magdalena Neuner   | 2+1            | 22:19.6     | +1:08.5 |
| 9.    | Volha Nazarava     | 0+1            | 22:37.4     | +1:26.3 |
| 10.   | Sandrine Bailly    | 1+0            | 22:38.1     | +1:27.0 |

### Üldözőverseny
A verseny időpontja: 2009. február 15. / 9:00 CET
| #     | Versenyző          | Lövőhiba (F+Á+F+Á) | Időeredmény | Hátrány |
| ----- | ------------------ | ------------------ | ----------- | ------- |
| Arany | Helena Ekholm      | 2+0+0+0            | 34:12.39    |         |
| Ezüst | Kati Wilhelm       | 1+1+3+1            | 34:30.60    | +18.3   |
| Bronz | Olga Zajceva       | 0+3+1+2            | 34:36.43    | +24.1   |
| 4.    | Kaisa Mäkäräinen   | 1+0+1+0            | 34:49.23    | +36.9   |
| 5.    | Darja Domracsava   | 1+0+1+0            | 34:51.45    | +39.1   |
| 6.    | Martina Beck       | 0+0+1+1            | 34:59.09    | +46.7   |
| 7.    | Marie-Laure Brunet | 0+0+0+0            | 35:07.20    | +54.9   |
| 8.    | Natalia Levcencova | 0+0+1+0            | 35:27.10    | +1:14.8 |
| 9.    | Tora Berger        | 0+0+1+2            | 35:28.28    | +1:15.9 |
| 10.   | Veronika Vitkova   | 1+0+0+1            | 35:29.12    | +1:16.8 |

### Tömegrajtos
A verseny időpontja: 2009. február 22. / 9:00 CET
| #     | Versenyző            | Lövőhiba (F+Á+F+Á) | Időeredmény | Hátrány |
| ----- | -------------------- | ------------------ | ----------- | ------- |
| Arany | Olga Zajceva         | 0+0+1+1            | 34:18.34    |         |
| Ezüst | Anastasiya Kuzmina   | 0+0+1+1            | 34:25.84    | +7.5    |
| Bronz | Helena Ekholm        | 0+0+1+1            | 34:30.61    | +12.3   |
| 4.    | Viktorija Szemerenko | 0+0+0+0            | 34:52.90    | +34.6   |
| 5.    | Andrea Henkel        | 0+0+2+2            | 34:53.54    | +35.2   |
| 6.    | Darja Domracsava     | 0+0+2+0            | 35:02.33    | +44.0   |
| 7.    | Magdalena Neuner     | 2+0+1+2            | 35:08.40    | +50.1   |
| 8.    | Marie-Laure Brunet   | 0+1+0+1            | 35:10.17    | +51.8   |
| 9.    | Olga Medvedceva      | 0+1+2+0            | 35:12.06    | +53.7   |
| 10.   | Veronika Vitkova     | 0+1+1+0            | 35:14.70    | +56.4   |

### Váltó
A verseny időpontja: 2009. február 21. / 11:15 CET
| #     | Versenyző                                                                                      | Lövőhiba (F+Á)                           | Időeredmény | Hátrány | #   | Versenyző                                                                                | Lövőhiba (F+Á)                           | Időeredmény | Hátrány |
| ----- | ---------------------------------------------------------------------------------------------- | ---------------------------------------- | ----------- | ------- | --- | ---------------------------------------------------------------------------------------- | ---------------------------------------- | ----------- | ------- |
| Arany | Oroszország · Szvetlana Szlepcova · Anna Buligina · Olga Medvedceva · Olga Zajceva             | 0+3 0+6 0+2 0+0 0+0 0+3 0+1 0+2 0+0 0+1  | 1:13:12.90  |         | 6.  | Lengyelország · Krystyna Pałka · Magdalena Gwizdoń · Weronika Nowakowska · Agnieszka Cyl | 0+4 4+8 0+3 0+1 0+0 3+3 0+0 1+3 0+1 0+1  | 1:16:08.71  | +2:55.8 |
| Ezüst | Németország · Martina Beck · Magdalena Neuner · Andrea Henkel · Kati Wilhelm                   | 0+6 3+8 0+1 0+1 0+2 2+3 0+1 0+1 0+2 1+3  | 1:14:28.07  | +1:15.1 | 7.  | Kína · Wang Chunli · Liu Xianying · Dong Xue · Song Chaoqing                             | 1+6 0+8 1+3 0+1 0+0 0+2 0+2 0+3 0+1 0+2  | 1:16:28.68  | +3:15.7 |
| Bronz | Franciaország · Marie-Laure Brunet · Sylvie Becaert · Marie Dorin · Sandrine Bailly            | 0+3 1+10 0+0 0+1 0+2 0+3 0+0 0+3 0+1 1+3 | 1:14:40.46  | +1:27.5 | 8.  | Románia · Dana Cojocea · Tófalvi Éva · Mihaela Purdea · Alexandra Stoian                 | 0+8 3+6 0+0 2+3 0+3 1+3 0+2 0+0 0+3 0+0  | 1:18:15.07  | +5:02.1 |
| 4.    | Fehéroroszország · Ljudmila Kalincsik · Darja Domracsava · Volha Nazarava · Nadzeja Szkardzina | 0+2 0+6 0+0 0+1 0+1 0+0 0+1 0+2 0+0 0+3  | 1:14:54.68  | +1:41.7 | 9.  | Kanada · Megan Imrie · Zina Kocher · Sandra Keith · Megan Tandy                          | 0+5 0+10 0+2 0+3 0+0 0+3 0+1 0+2 0+2 0+2 | 1:18:33.79  | +5:20.8 |
| 5.    | Svédország · Sofia Domeij · Helena Jonsson · Anna Carin Olofsson · Anna Maria Nilsson          | 2+5 0+6 0+1 0+2 0+0 0+3 0+1 0+1 2+3 0+0  | 1:15:42.82  | +2:29.9 | 10. | Egyesült Államok · Lanny Barnes · Haley Johnson · Laura Spector · Tracy Barnes-Coliander | 0+4 0+6 0+0 0+2 0+2 0+3 0+2 0+1 0+0 0+0  | 1:18:42.46  | +5:29.5 |

## Vegyes váltó
A verseny időpontja: 2009. február 19. / 10:00 CET
| #     | Versenyző                                                                                   | Lövőhiba (F+Á)                          | Időeredmény | Hátrány | #   | Versenyző                                                                                  | Lövőhiba (F+Á)                          | Időeredmény | Hátrány |
| ----- | ------------------------------------------------------------------------------------------- | --------------------------------------- | ----------- | ------- | --- | ------------------------------------------------------------------------------------------ | --------------------------------------- | ----------- | ------- |
| Arany | Franciaország · Marie-Laure Brunet · Sylvie Becaert · Vincent Defrasne · Simon Fourcade     | 0+2 0+4 0+0 0+1 0+2 0+0 0+0 0+2         | 1:10:30.08  |         | 6.  | Finnország · Kaisa Mäkäräinen · Mari Laukkanen · Paavo Puurunen · Timo Antila              | 0+2 0+4 0+0 0+0 0+0 0+1 0+2 0+2         | 1:11:43.69  | +1:13.6 |
| Ezüst | Svédország · Helena Jonsson · Anna Carin Olofsson-Zidek · David Ekholm · Carl Johan Bergman | 0+0 0+3 0+0 0+0 0+0 0+1 0+0 0+0 0+0 0+2 | 1:10:36.25  | +6.2    | 7.  | Olaszország · Michela Ponza · Katja Haller · Christian De Lorenzi · Markus Windisch        | 1+5 0+6 0+0 0+1 0+1 0+1 0+1 0+3 1+3 0+1 | 1:11:59.78  | +1:29.7 |
| Bronz | Németország · Andrea Henkel · Simone Hauswald · Arnd Peiffer · Michael Greis                | 0+3 0+8 0+0 0+2 0+2 0+1 0+0 0+2 0+1 0+3 | 1:10:39.04  | +9.0    | 8.  | Lengyelország · Agnieszka Cyl · Weronika Nowakowska · Krzysztof Pływaczyk · Tomasz Sikora  | 0+4 0+3 0+1 0+0 0+1 0+2 0+2 0+1 0+0 0+0 | 1:12:06.20  | +1:36.2 |
| 4.    | Norvégia · Tora Berger · Anne Ingstadbjørg · Lars Berger · Ole Einar Bjørndalen             | 0+3 1+7 0+0 0+0 0+2 1+3 0+0 0+2 0+1 0+2 | 1:11:22.70  | +52.7   | 9.  | Fehéroroszország · Volha Nazarava · Darja Domracsava · Rusztam Valiulin · Szjarhej Novikav | 0+3 0+5 0+0 0+2 0+2 0+2 0+1 0+1 0+0 0+0 | 1:12:33.01  | +2:03.0 |
| 5.    | Oroszország · Szvetlana Szlepcova · Olga Zajceva · Ivan Cserezov · Makszim Csudov           | 0+5 0+6 0+2 0+1 0+1 0+2 0+1 0+1         | 1:11:39.53  | +1:09.5 | 10. | Szlovákia · Anastasiya Kuzmina · Martina Halinárová · Pavol Hurajt · Dušan Šimočko         | 0+3 0+4 0+1 0+1 0+0 0+2 0+1 0+0 0+1 0+1 | 1:12:35.51  | +2:05.5 |